# Fito Páez
Rodolfo Páez Ávalos (Rosário, 13 de março de 1963), mais conhecido como Fito Páez, é um compositor, cantor e pianista argentino. Integrante da chamada Trova rosarina, Páez é apelidado de "O Trovador do Rock Argentino" e é considerado um dos mais importantes expoentes do rock em seu país e em toda a América Latina.
É considerado pela crítica um dos mais importantes expoentes do rock argentino, junto a Charly García e Luis Alberto Spinetta. Seu disco El amor después del amor, editado em 1992, é o mais vendido na história do rock argentino. Em 1995, a Fundação Konex concedeu-lhe o Prêmio Platinum Konex como "melhor compositor de rock da década na Argentina". Depois, em 2005, obteve o Prêmio Konex – Diploma de Mérito como um dos “cinco melhores compositores de rock da década”. Em 2021, Páez foi agraciado com o Grammy Latino pelo conjunto de sua obra.
Além dos talentos do mundo da música, Páez é cineasta e roteirista.
Em 2023, uma premiada série televisiva sobre os 30 primeiros anos de sua carreira foi lançada pela Netflix.

## Biografia

### Infância
Rodolfo "Fito" Páez nasceu na província de Santa Fé em 13 de março de 1963. Filho de Margarita Zulema Ávalos (pianista concertista, professora de aritmética e álgebra) e Rodolfo Páez (servidor público municipal). Por ter o mesmo nome de seu pai, ainda criança o futuro cantor passou a ser chamado "Rodolfito". Algum tempo depois, o diminutivo foi reduzido a "Fito".
Com apenas oito meses de idade, Fito perde a sua mãe, que falece aos 33 anos de idade. A criação de Fito é passada às mãos de seu pai e de suas avós. Cursou o primário na escola pública Mariano Moreno.
Em março de 1976 começa o ensino secundário em um instituto educacional privado de sua cidade natal, a Escola Dante Alighieri. Aproximadamente nesta época, começou a tomar aulas de piano, ainda que já soubesse tocar desde criança. Possuía um método de estudo muito particular, memória e ouvido, não lia partituras. Seu talento começou a ser notado muito rapidamente.

### Primeiros grupos
Entre os 16 e os 17 anos integrou vários grupos – Neolalia, Sueñosia, Gno el Bizarro, Graf e Arcana – até que em 1980 formou Staff, a primeira banda com a qual pôde ganhar o respeito dos músicos locais. Foi o compositor de quase todos os temas.
Mais tarde propuseram-lhe unir-se a El Banquete, que nesta época era a melhor banda de rock de Rosario, integrada também por Rubén Goldín, Silvina Garré, Sergio Sainz, Zappo José Aguilera e Daniel Wirzt. Fito começou a ser cada vez mais conhecido na cena local até que em 1981 Juan Carlos Baglietto chamou-o para ser tecladista e arranjador (junto a Goldín) de sua banda.

### Em Buenos Aires
Em 1982 estreia em Buenos Aires com Baglietto. O disco Tiempos Difíciles teve a maioria das canções compostas por ele, obtendo um êxito massivo e vendendo mais de 80 000 cópias. Participa em outro disco de Baglietto, Actuar para vivir, até que em 1983 se incorpora na banda de seu ídolo Charly García, para a turnê do disco "Clics Modernos". Em 1984 participa da gravação do disco Piano Bar.
Também em 1984 edita seu primeiro LP chamado Del 63, o qual foi bem recebido pela crítica. Um ano depois, sai da banda de Charly e lança Giros, cujo tema Yo vengo a ofrecer mi corazón, alcança o reconhecimento na Argentina e posteriormente é gravado por Mercedes Sosa. A canção é adotada como hino de resistência à repressão política e obtém enorme repercussão. Em 1986 grava dois LPs, Corazón clandestino (que conta com a colaboração de Caetano Veloso) e La la la (junto a Luis Alberto Spinetta). Também em 1986, Fito fez o seu primeiro trabalho como ator, participando do filme brasileiro “Rock Estrela”. Fito compôs e interpretou duas músicas: “Rumba del Piano” e “Cuervos em Casa”.
Apesar de ter deixado o grupo de Charly García, manteve uma relação próxima com o antigo parceiro através de frequentes colaborações mútuas. Exemplos disso são as participações de Fito nos discos de Charly e vice-versa, como na canção Naturaleza sangre, de 2004. Em entrevista, Fito reiterou sua admiração pela obra de García ao afirmar que sabe de cor todas as canções do amigo, tocando-as no piano. Similar admiração é expressa em relação a Spinetta. A canção  Gracias, do álbum Rodolfo, de 2007, faz homenagem a ambos os músicos, entre outras referências do início da carreira de Fito. Tais relações são importantes para a compreensão da obra de Paez uma vez que muitas de suas composições trazem referências a parceiros e circunstâncias de sua vida.
Em 1987, quando residia em Buenos Aires há cinco anos, sua avó e a empregada da família (que ajudou a criá-lo) foram assassinadas em Rosario por um baixista frustrado e psicótico, Walter DiGiusti. O fato comove a cidade e provoca um forte impacto em Fito, que naquele momento estava no Rio de Janeiro para um show no Circo Voador. Além da revolta pelo acontecido, Páez sofreria nas semanas seguintes com insinuações quanto ao duplo homicídio ser uma suposta vingança de traficantes descontentes com ele. Tal suposição jamais se comprovou e o crime foi confirmado como ato isolado de um desequilibrado. Poucos meses após, Fito compõe o disco que é considerado o mais visceral de sua carreira, Ciudad de pobres corazones, com canções e arranjos pesados. A revista Rolling Stone Argentina considerou este o 43º melhor disco do rock argentino. A canção “Track Track” ganhou uma versão em português. Herbert Vianna fez a adaptação e a gravou no disco “Os Grãos” (1991) e em “Vamo Batê Lata” (1995).

### Sucesso nos anos 1990
No ano seguinte lança Ey!. O álbum, inicialmente, se chamaria “Napoleón y su Tremendamente Emperatriz”, trecho da música "Tatuaje Falso". A gravadora achou o nome grande e vetou. Assim, Fito o intitulou Ey! como protesto, e trocou de selo discográfico. Desse álbum, fez grande sucesso a canção Polaroid de Locura Ordinária, baseada no conto A mulher mais linda da cidade, de Charles Bukowski. Em 1990 é posto à venda Tercer mundo, do qual se destacam B. Ode y Evelyn, Religion Song e a faixa-título. Em 1992, apaixonado por aquela que será sua futura esposa, Cecilia Roth, edita El amor después del amor que vende uma quantidade inesperada de cópias, chegando a 700 000 unidades e convertendo-se, assim, no disco mais vendido na história do rock argentino. A turnê lota estádios e arrebata multidões em mais de nove países, incluindo Cuba, onde foi o primeiro artista não cubano a tocar na Plaza de la Revolución, diante de 50 000 pessoas. Esse é também considerado o melhor disco de Fito, com quase todas as canções aclamadas pela crítica especializada. É ainda o primeiro trabalho de Fito a obter sucesso relevante no Brasil, o que abriria espaço para muitos shows no país e parcerias com músicos brasileiros.
A partir de uma canção daquele disco (La balada de Donna Helena), Páez concebeu uma ideia cinematográfica que acabou convertendo-se em um filme de média-metragem de trinta e dois minutos escritos. Pela primeira vez dirigindo, reuniu na tela Cecilia Roth e Eusebio Poncela, entre outros. Já a canção Un vestido y un amor, dedicada à própria Cecilia, foi regravada com enorme sucesso por Caetano Veloso em 1994, no álbum Fina estampa, com um arranjo mais lento marcado pelo violoncelo de Jacques Morelenbaum.
Em 1994 edita Circo Beat, que traz o grande sucesso Mariposa Tecknicolor, talvez o tema pop de maior êxito na Argentina na década de noventa. Nesse álbum Páez faz uso da fórmula conceitual de Sgt. Pepper's Lonely Hearts Club Band, disco antológico dos Beatles lançado em 1967. Além de canções que se emendam e se articulam, o disco traz referências à obra dos Beatles e também à Commedia dell'arte. A canção Circo Beat abre o disco imitando o anfitrião da Commedia dell'arte e, ao mesmo tempo, é similar às boas-vindas que a "Banda dos Corações Solitários do Sargento Pimenta" faz na abertura do disco dos Beatles. Já ao final da penúltima canção o anfitrião retorna, encerrando a apresentação – tal como acontece em Sgt. Peppers (reprise) no disco dos Beatles. E ambos os álbuns são concluídos com canções reflexivas, Nada del mundo real no caso de Fito e a genial A Day in the Life pelos Beatles.
Com o sucesso de Circo Beat, Fito viaja em turnê ao longo de três anos por todo o mundo, acompanhado por Alina Gandini, Guillermo Vadala, Pomo Lorenzo e Gabriel Carambula. Executa um recital gratuito nos bosques de Palermo, ao qual comparecem 50 000 pessoas. Uma segunda edição deste disco foi lançada no Brasil e incluiu versões em português de três canções, com a colaboração dos renomados músicos brasileiros Caetano Veloso, Herbert Vianna e Djavan, além da participação de Thedy Corrêa, vocalista da banda Nenhum de Nós, como tradutor.
Em 1996, Fito lança um disco acústico, Euforia gravado com os músicos que o acompanhavam na turnê de Circo Beat. O projeto inicialmente integrava a série de gravações acústicas da emissora MTV, mas houve desacordo financeiro entre as partes envolvidas. Nesse período Fito mantém distância de exposição midiática, que entendia ter sido excessiva depois do sucesso de Mariposa tecknicolor. Detalhe interessante de Euforia é o encarte com breves textos de FIto apresentando cada canção e uma nova versão de Un vestido y un amor, inspirada na gravação de Caetano Veloso. Após um silêncio de dois anos, reaproxima-se do cantor e compositor espanhol Joaquín Sabina com quem grava o álbum Enemigos íntimos (1998), que, ao final, não teve apresentação pública nem turnê de divulgação uma vez que Sabina, contrariado com o argentino, retira-se do projeto.

### Século XXI
Em 1999 lança Abre, disco produzido por Phil Ramone, com canções de letras extensas e fortes, em que a voz de Fito por sobre a música se faz mais notável que nos discos anteriores. No ano de 2000, ganha dois prêmios Grammy Latino, como melhor artista e melhor canção de rock por Al lado del camino. Logo edita, em 2000, Rey Sol, dedicado a seu filho Martín. O álbum é pouco aceito pela crítica e vende uma cifra pobre comparada com seus discos de maior sucesso.
Em 2001 debuta como diretor de cinema em seu primeiro longa-metragem Vidas privadas. O roteiro (escrito por ele em colaboração com Alan Pauls) trata da última ditadura militar argentina e do tema do incesto. O filme teve escassa bilheteria e críticas, em geral, desfavoráveis. No final do ano, Fito apresenta novas canções no teatro portenho ND Ateneo.
Em maio de 2003 edita Naturaleza sangre, disco no qual tenta voltar à estética roqueira dos oitenta, e que conta com a presença da cantora brasileira Rita Lee, de Charly García e de Luis Alberto Spinetta, como convidados. Sai em exitosa turnê por todo o continente americano e europeu, acompanhado pelos músicos Guillermo Vadalá (baixista que integra a banda de Fito desde 1988), Gonzalo Aloras (guitarra), Sergio Verdinelli (bateria)- substituído depois por Jota Morelli - e Javier Lozano (teclados).
Em 2004 lança seu primeiro DVD, intitulado Naturaleza sangre, contendo o recital completo que apresentou no Teatro Gran Rex e, como extra, o vídeo da canção Bello Abril, que canta junto com Luis Alberto Spinetta.
Em 8 de dezembro de 2004 é posto à venda Mi vida con ellas (na verdade com ela!), disco duplo com 18 canções gravadas ao vivo em distintas apresentações, que inclui canções de sua autoria e de outros compositores, inclusive "Águas de março", de Tom Jobim, cantada em português.
Em 2005 edita Moda y pueblo, no qual inclui canções de Lito Nebbia, Luis Alberto Spinetta, Charly García. Faz música de um poema de Federico García Lorca, além de fazer novas versões de seus antigos temas. O disco conta com uma orquestra de nove cordas dirigida por Gerardo Gandini.
Em meados de 2006, seu terceiro projeto cinematográfico como diretor se encontra em etapa de pós-produção. Trata-se de uma comédia que leva o título provocativo de ¿De quién es el portaligas?. Também lança um novo disco El mundo cabe en una canción, contendo 12 novas canções, com a participação dos músicos Guillermo Vadalá no baixo, Pete Thomas (do The Atractions, a banda de Elvis Costello) na bateria e Gonzalo Aloras, entre outros.
Em 2007 lança Rodolfo, um álbum diferente de seus trabalhos anteriores, com arranjos somente para piano e voz. Rodolfo exibe um Páez à vontade no piano, tocando muito bem. Destaca-se a faixa Gracias, em que homenageia seus parceiros Spinetta e García. No ano seguinte lança novo disco ao vivo, No sé si es BAires o Madrid, em que divide o palco com vários convidados de renome, como o cubano Pablo Milanés. Mas o destaque é a faixa Contigo, de Joaquín Sabina e que ele e Fito cantam juntos. A apresentação se deu em Madrid e marcou a reconciliação entre os dois, a convite de Fito.

### Anos 2010
Em 2010 Fito volta a um estilo mais pop/rock com o álbum Confiá, no qual se destacam a bela melodia de Limbo Mambo e a notável London Town. Em novembro comemora trinta anos de carreira com um show no México, onde recebe vários outros artistas. Em 2011 encerra a turnê do álbum Confiá e no final do ano lança outro trabalho, Música para áliens, um disco integralmente formado por canções de outros artistas.
Lançado no México, Música para áliens tem repertório variado, indo desde Va, piensero, o clássico coro dos escravos hebreus da ópera Nabucco, de Giuseppe Verdi, até Construção, emblemática composição de Chico Buarque, de 1971 – aqui regravada em um arranjo solene que remete diretamente à versão original. E o próprio Chico, a quem Fito fez várias referências em suas canções, canta em parceria com o argentino a faixa Tango (Promesas de amor). Outros pontos altos do disco são Yo no quiero volverme tan loco, sucesso de Charly García lançado em 1982, que Fito interpreta com León Gioco e Fabiana Cantilo (sua ex-namorada), e El breve espacio en que no está, de Pablo Milanés, que faz dueto com Páez nessa faixa.
Também em 2011 Fito envolveu-se em uma polêmica após as eleições argentinas. O músico publicou um artigo no jornal Página/12 dizendo sentir nojo de metade dos eleitores de Buenos Aires. Fazendo trocadilhos com várias de suas composições, Fito criticou duramente os 47% dos eleitores que votaram no partido PRO, legenda de centro-direita que possui apoiadores da ditadura argentina entre seus integrantes. Acusado de preconceituoso e fascista pelos criticados, Fito foi denunciado e o artigo gerou investigação pelo órgão equivalente ao Ministério Público local. Porém, a denúncia acabou arquivada sem que o cantor precisasse se retratar, pois a crítica foi considerada exercício legítimo do direito de opinião.
Desde 2010, ele está escrevendo um conto, que será concluído no final de 2012, e terá o nome de El último vuelo de la pena.
Em 2012, como comemoração do vigésimo aniversário do disco El amor después del amor, Fito saiu em uma turnê mundial.
Em 2013, Fito lançou três álbuns. O primeiro, “El Sacrificio”, traz 10 canções compostas de 1989 a 2013, mas não lançadas. O segundo, Dreaming Rosario, teve todos os seus direitos artísticos arrecadados por dois anos em prol dos afetados pela explosão de um edifício na cidade de Rosario, em agosto de 2012. Por fim, Yo Te Amo, que apresentou um repertório de inspiração explicitamente romântica, que pôde ser percebido também na dedicatória, onde Fito deixou claro que o álbum é para todos os que vivem de e para o Amor
Em 2014, lançou Rock and Roll Revolution, que também é chamado de RRR.
Em 2015, lança um disco em parceria com Paulinho Moska, intitulado Fito Paez & Moska: Locura Total.
Em 24 de novembro de 2017, lança o álbum La Ciudad Liberada, que, segundo a Rolling Stone Argentina, "é o melhor registro de Fito em 20 anos" (ou seja, desde Sabina y Páez - Enemigos Íntimos, portanto).

## Discografia oficial

### Álbuns de Estúdio e Ao Vivo
| #  | Lançamento | Álbum                                                       | Gravadora  | Tipo Gravação         | Certificação / Vendas / Órgão |
| 1  | 1984       | Del 63                                                      | EMI        | estúdio               |                               |
| 2  | 1985       | Giros                                                       | EMI        | estúdio               | ouro / 50 000 / CAPIF         |
| 3  | 1986       | Corazón clandestino                                         | EMI        | estúdio (cd-maxi).    |                               |
| 4  | 1986       | La la la (com Luis Alberto Spinetta).                       | EMI        | estúdio               |                               |
| 5  | 1987       | Ciudad de pobres corazones                                  | EMI        | estúdio               | ouro / 50 000 / CAPIF         |
| 6  | 1988       | Ey!                                                         | EMI        | estúdio               |                               |
| 7  | 1988 (??)  | Novela                                                      |            | Demo tape não-oficial |                               |
| 8  | 1990       | Tercer mundo                                                | WEA        | estúdio               | 2× platina / 200 000 / CAPIF  |
| 9  | 1992       | El amor después del amor                                    | WEA        | estúdio               | diamante / 700 000 / CAPIF    |
| 10 | 1994       | Circo beat                                                  | WEA        | estúdio               | 5× platina / 500 000 / CAPIF  |
| 11 | 1996       | Euforia                                                     | WEA        | acústico - ao vivo    | 2× platina / 200 000 / CAPIF  |
| 12 | 1998       | Enemigos íntimos (com Joaquín Sabina).                      | Sony Music | estúdio               | platina / 100 000 / CAPIF     |
| 13 | 1999       | Abre                                                        | WEA        | estúdio               | platina / 500 000 / CAPIF     |
| 14 | 2000       | Rey Sol                                                     | WEA        | estúdio               |                               |
| 15 | 2003       | Naturaleza sangre                                           | DBN        | estúdio               |                               |
| 16 | 2003       | Naturaleza sangre (vivo en el Gran Rex)                     | DBN        | ao vivo               |                               |
| 17 | 2004       | Mi vida con ellas                                           | WEA        | ao vivo               |                               |
| 18 | 2005       | Moda y pueblo                                               | DBN        | estúdio               |                               |
| 19 | 2006       | El mundo cabe en una canción                                | Sony Music | estúdio               |                               |
| 20 | 2007       | Rodolfo                                                     | Sony Music | estúdio               |                               |
| 21 | 2008       | No sé si es Baires o Madrid                                 | Sony Music | ao vivo               |                               |
| 22 | 2010       | Confiá                                                      | Sony Music | estúdio               |                               |
| 23 | 2011       | Canciones para aliens                                       | Sony Music | estúdio               |                               |
| 24 | 2012       | XX Anõs Del Amor Después Del Amor                           | Sony Music | ao vivo               |                               |
| 25 | 2013       | El Sacrificio                                               | Sony Music | estúdio               |                               |
| 26 | 2013       | Dreaming Rosario                                            | Sony Music | estúdio               |                               |
| 27 | 2013       | Yo Te Amo                                                   | Sony Music | estúdio               |                               |
| 28 | 2014       | Rock and Roll Revolution ("RRR")                            | Sony Music | estúdio               |                               |
| 29 | 2015       | Fito Paez & Moska: Locura Total (com Paulinho Moska)        | Sony Music | estúdio               |                               |
| 30 | 2017       | La Ciudad Liberada                                          | Sony Music | estúdio               |                               |
| 31 | 2020       | La Conquista del Espacio                                    | Sony Music | estúdio               |                               |
| 32 | 2021       | Los Años Salvajes                                           | Sony Music | estúdio               |                               |
| 33 | 2022       | Futurología Arlt (com a Orquestra Sinfônica Nacional Checa) | Sony Music | estúdio               |                               |
| 34 | 2022       | The Golden Light                                            | Sony Music | estúdio               |                               |
| 35 | 2023       | EADDA9223                                                   | Sony Music | estúdio               |                               |

### Trilha-sonoras
Programas de TV
- Em 2012, Fito compôs a música de abertura Tiempos compulsivos para a série documental televisiva argentina Tiempos_compulsivos

Filmes
| # | Lançamento | Título                                                | Gravadora        | Tipo Gravação | Certificação / Vendas / Órgão |
| 1 | 2018       | Camino Sinuoso (Banda Sonora Original de la Película) | 2018 Rodeo Music | estúdio       |                               |

### Coletâneas Oficiais
| #  | Lançamento | Título                                  | Gravadora | Certificação / Vendas / Órgão |
| 1  | 1990       | Grandes éxitos                          |           |                               |
| 2  | 1991       | Crónica                                 |           | platina / 100 000 / CAPIF     |
| 3  | 1991       | Lo mejor de Fito Páez                   |           |                               |
| 4  | 1995       | Páez - Baglietto/Baglietto - Páez       |           |                               |
| 5  | 1995/1996  | Lo mejor de los mejores (volumen 1 y 2) |           |                               |
| 6  | 1996       | Lo duro/Lo suave de Fito Páez           |           |                               |
| 7  | 1999       | Serie de oro: grandes éxitos            |           | ouro / 50 000 / CAPIF         |
| 8  | 2002       | Antología                               |           |                               |
| 9  | 2003       | Músicos, poetas y locos                 |           |                               |
| 10 | 2003       | Super 6 - Fito Páez                     |           |                               |
| 11 | 2004       | Canciones para mi hada madrina          |           |                               |
| 12 | 2005       | Gran reserva                            |           |                               |
| 13 | 2008       | Grandes canciones                       |           |                               |

### Participação em outros projetos
- 1991 - Produção do CD Piojos y piojitos
- 1991 - Participação especial na canção "El Oso" (CD Piojos y piojitos)
- 1995 - Vamo Batê Lata - Os Paralamas do Sucesso - Participação especial na canção "Trac-Trac (Track Track)"
- 1996 - Participação no festival Todas Las Voces Todas, com a canção Mariposa Tecknicolor
- 1997 - Acústico MTV - Titãs - Participação especial na canção "Go Back".

#### ComBaglietto
- 1982 - Tiempos Difíciles
- 1982 - Actuar para Vivir

#### ComCharly García
- 1983 - Clics Modernos
- 1984 - Piano Bar

## Filmografia
como ator
| Ano  | Filme                          | Personagem  | Ref.   |
| ---- | ------------------------------ | ----------- | ------ |
| 1986 | Rock Estrela                   | Ele mesmo   | [ 27 ] |
| 1988 | Sur                            | Marcelo     |        |
| 1992 | El viaje                       |             |        |
| 1993 | De eso no se habla             | Ele mesmo   |        |
| 1999 | Todo sobre mi madre            | Papel cameo |        |
| 2001 | Historias de Argentina en vivo | Ele Mesmo   |        |
| 2006 | Que sea rock!                  | Ele Mesmo   |        |
| 2007 | La Peli                        |             |        |

como diretor
- 1993 - La balada de Donna Helena (média-metragem)
- 2001 - Vidas privadas
- 2007 - ¿De quién es el portaligas?

## Publicações como escritor
- 2012 - El último vuelo de la pena[28]
- 2013 - La puta diabla (romance)[29]

## Prêmios e indicações

### Premio Konex
| Ano  | Prêmio                           | Indicação                  | Resultado | Ref.   |
| ---- | -------------------------------- | -------------------------- | --------- | ------ |
| 1995 | Premio Konex de Platino          | Autor / Compositor de Rock | Venceu    | [ 30 ] |
| 1995 | Premio Konex - Diploma al Mérito | Autor / Compositor de Rock | Venceu    | [ 30 ] |
| 2005 | Premio Konex - Diploma al Mérito | Autor / Compositor de Rock | Venceu    | [ 30 ] |
| 2015 | Premio Konex - Diploma al Mérito | Solista Masculino de Pop   | Venceu    | [ 31 ] |

### Premio ACE (Asociación de Cronistas de Espectáculos)
| Ano  | Prêmio     | Indicação             | Canção/Álbum             | Resultado | Ref.   |
| ---- | ---------- | --------------------- | ------------------------ | --------- | ------ |
| 1993 | Premio ACE | Melhor Video Clip     | “Tumbas De La Gloria”    | Venceu    | [ 32 ] |
| 1993 | Premio ACE | Melhor Canção de Rock | “Tumbas De La Gloria”    | Venceu    | [ 32 ] |
| 1993 | Premio ACE | Melhor Disco de Rock  | El amor después del amor | Venceu    | [ 32 ] |

### Premios Carlos Gardel
| Ano  | Categoria                                            | Trabalho                       | Resultado | Ref.          |
| ---- | ---------------------------------------------------- | ------------------------------ | --------- | ------------- |
| 2000 | Álbum del año                                        | Abre                           | Indicado  | [ 33 ]        |
| 2000 | Mejor artista de rock                                | Abre                           | Indicado  | [ 33 ]        |
| 2000 | Canción del año                                      | «Al lado del camino»           | Indicado  | [ 33 ]        |
| 2001 | Artista de rock                                      | Rey sol                        | Venceu    | [ 34 ] [ 35 ] |
| 2001 | Mejor diseño de portada                              | Rey sol                        | Indicado  | [ 34 ] [ 35 ] |
| 2001 | Mejor videoclip                                      | «El diablo de tu corazón»      | Venceu    | [ 34 ] [ 35 ] |
| 2005 | Mejor álbum artista de rock                          | Mi vida con ellas              | Indicado  |               |
| 2006 | Mejor álbum artista masculino de rock                | Moda y pueblo                  | Indicado  | [ 36 ]        |
| 2007 | Mejor ingeniería de grabación                        | El mundo cabe en una canción   | Indicado  | [ 37 ]        |
| 2007 | Mejor diseño de portada                              | El mundo cabe en una canción   | Indicado  | [ 37 ]        |
| 2008 | Mejor álbum artista de rock                          | Rodolfo                        | Indicado  | [ 38 ]        |
| 2009 | "Mejor Álbum Artista Canción Testimonial y de Autor" | No sé si es Baires o Madrid    | Venceu    | [ 39 ]        |
| 2009 | Mejor álbum artista canción testimonial de autor     | No sé si es Baires o Madrid    | Venceu    | [ 40 ]        |
| 2009 | Mejor DVD                                            | No sé si es Baires o Madrid    | Indicado  | [ 41 ]        |
| 2015 | Mejor álbum artista de rock                          | Rock and Roll Revolution       | Indicado  | [ 42 ]        |
| 2018 | Mejor álbum artista masculino de rock                | La ciudad liberada             | Indicado  | [ 43 ]        |
| 2018 | Mejor diseño de portada                              | La ciudad liberada             | Indicado  | [ 43 ]        |
| 2019 | Mejor álbum banda de sonido de cine/televisión       | Camino sinuoso                 | Indicado  | [ 44 ]        |
| 2021 | Álbum del año                                        | La conquista del espacio       | Venceu    | [ 45 ]        |
| 2021 | Mejor álbum artista de rock                          | La conquista del espacio       | Venceu    | [ 45 ]        |
| 2021 | Mejor ingeniería de grabación                        | La conquista del espacio       | Venceu    | [ 45 ]        |
| 2021 | Productor del año                                    | La conquista del espacio       | Venceu    | [ 45 ]        |
| 2021 | Canción del año                                      | «La canción de las bestias»    | Indicado  | [ 45 ]        |
| 2021 | Mejor canción de dueto/colaboración                  | «Gente en la calle» (con Lali) | Indicado  | [ 45 ]        |
| 2022 | Mejor álbum artista de rock                          | Los años salvajes              | Indicado  | [ 46 ]        |
| 2023 | Mejor álbum canción de autor                         | The Golden Light               | Indicado  | [ 47 ]        |
| 2023 | Mejor álbum conceptual                               | Futurología Arlt               | Venceu    | [ 47 ]        |
| 2023 | Mejor álbum instrumental fusión World Music          | Futurología Arlt               | Indicado  | [ 47 ]        |
| 2023 | Mejor videoclip corto                                | «Los años salvajes»            | Indicado  | [ 47 ]        |

### Prêmio do jornalEl Clarín
| Ano  | Álbum                      | Prêmio       | Resultado | Ref.          |
| ---- | -------------------------- | ------------ | --------- | ------------- |
| 1987 | Ciudad de pobres corazones | Álbum do Ano | Venceu    | [ 48 ] [ 49 ] |

### Grammy

#### Álbuns
| Ano  | Álbum                    | Indicação                                       | Resultado | Ref.   |
| ---- | ------------------------ | ----------------------------------------------- | --------- | ------ |
| 2021 | La Conquista del Espacio | Melhor Álbum Latino de Rock ou Rock Alternativo | Venceu    | [ 50 ] |
| 2023 | Los Años Salvajes        | Melhor Álbum de Rock Latino ou Alternativo      | Indicado  | [ 51 ] |

### Grammy Latino

#### Álbuns
| Ano  | Álbum                             | Indicação                           | Resultado | Ref.   |
| ---- | --------------------------------- | ----------------------------------- | --------- | ------ |
| 2007 | El mundo cabe en una canción      | Best Rock Solo Vocal Album          | Venceu    | [ 50 ] |
| 2008 | Rodolfo                           | Best Singer-Songwriter Album        | Venceu    | [ 50 ] |
| 2009 | No sé si es Baires o Madrid       | Best Male Pop Vocal Album           | Venceu    | [ 52 ] |
| 2013 | El Amor Despues del Amor: XX Años | Melhor Video Musical (Versão Longa) | Indicado  | [ 53 ] |
| 2020 | La Conquista del Espacio          | Álbum do Ano                        | Indicado  | [ 54 ] |
| 2020 | La Conquista del Espacio          | Melhor Álbum de Pop/Rock            | Venceu    | [ 54 ] |
| 2022 | Los Años Salvajes                 | Melhor Álbum de Pop/Rock            | Venceu    | [ 55 ] |
| 2023 | Álbum do ano                      | EADDA9223                           | Indicado  | [ 56 ] |

#### Canções
| Ano  | Canção Indicada              | Álbum                           | Indicação                            | Resultado | Ref.   |
| ---- | ---------------------------- | ------------------------------- | ------------------------------------ | --------- | ------ |
| 2000 | Al lado del camino           | Abre                            | "Melhor Performance Vocal Masculina" | Venceu    | [ 50 ] |
| 2000 | Al lado del camino           | Abre                            | "Melhor Canção de Rock"              | Venceu    | [ 50 ] |
| 2001 | El Diablo de tu Corazón      | Rey Sol                         | "Melhor Canção de Rock"              | Indicado  | [ 57 ] |
| 2005 | Polaroid de Locura Ordinária | Mi vida con ellas               | "Melhor Canção de Rock"              | Indicado  | [ 58 ] |
| 2016 | Hermanos                     | Fito Paez & Moska: Locura Total | Música do Ano                        | Indicado  | [ 59 ] |
| 2018 | Tu Vida Mi Vida              | La Ciudad Liberada              | "Melhor Canção de Rock"              | Venceu    | [ 60 ] |
| 2018 | Tu Vida Mi Vida              | La Ciudad Liberada              | "Canção do Ano"                      | Indicado  | [ 60 ] |
| 2021 | La Canción de las Bestias    | La Conquista del Espacio        | "Melhor Canção de Pop/Rock"          | Venceu    | [ 61 ] |
| 2022 | "Babel" (com Carlos Vives)   | Cumbiana II (de Carlos Vives)   | Melhor Canção de Pop/Rock            | Venceu    | [ 55 ] |
| 2022 | "Lo Mejor de Nuestras Vidas" | Los Años Salvajes               | Melhor Canção de Rock                | Venceu    | [ 55 ] |

### Premio Grammy de la Presidencia (Argentina)
| Ano  | Prêmio                                      | Indicação          | Resultado | Ref.   |
| ---- | ------------------------------------------- | ------------------ | --------- | ------ |
| 2008 | Premio Grammy de la Presidencia (Argentina) | "Conjunto da obra" | Venceu    | [ 39 ] |

### Filmes
| Ano  | Filme                     | Prêmio                                 | Categoria       | Resultado | Ref.   |
| ---- | ------------------------- | -------------------------------------- | --------------- | --------- | ------ |
| 1994 | La balada de Donna Helena | Havana Film Festival - Special Mention | Best Short Film | Venceu    | [ 62 ] |
| 2002 | Vidas Privadas            | Verona Love Screens Film Festival      | Best Film       | Indicado  | [ 62 ] |

### Honrarias
Fito Páez recebeu o prêmio internacional "Master Of Latin Music" da Berklee College Of Music, sendo o primeiro músico de rock da América Latina a recebê-lo. A homenagem aconteceu no dia 9 de junho de 2015 em Boston.